# Tayloria stenophysata
Tayloria stenophysata là một loài rêu trong họ Splachnaceae. Loài này được (Herzog) A.K. Kop. mô tả khoa học đầu tiên năm 1977.